# Švédská ženská fotbalová reprezentace
Švédská ženská fotbalová reprezentace reprezentuje Švédsko na mezinárodních fotbalových akcích, jako je mistrovství světa žen nebo ženský turnaj na olympijských hrách.

## Olympijské hry
| Rok    | Účast                                           | Soupisky |
| ------ | ----------------------------------------------- | -------- |
| 1996   | Základní skupina                                |          |
| 2000   | Základní skupina                                |          |
| 2004   | 4. místo                                        |          |
| 2008   | Prohra ve čtvrtfinále s Německem                |          |
| 2012   | Prohra ve čtvrtfinále s Francií                 |          |
| 2016   | Stříbrná medaile                                |          |
| 2020   | Stříbrná medaile                                |          |
| Celkem | Účast – 7× Zlato – 0×, Stříbro – 2×, Bronz – 0× |          |

## Mistrovství světa
| Rok    | Účast                                           | Soupisky |
| ------ | ----------------------------------------------- | -------- |
| 1991   | Bronzová medaile                                |          |
| 1995   | Prohra ve čtvrtfinále s Čínou                   |          |
| 1999   | Prohra ve čtvrtfinále s Norskem                 |          |
| 2003   | Stříbrná medaile                                |          |
| 2007   | Základní skupina                                |          |
| 2011   | Bronzová medaile                                |          |
| 2015   | Prohra v osmifinále s Německem                  |          |
| 2019   | Bronzová medaile                                |          |
| 2023   | Bronzová medaile                                | Soupiska |
| Celkem | Účast – 9× Zlato – 0×, Stříbro – 1×, Bronz – 3× |          |

## Mistrovství Evropy
| Rok    | Účast                                            | Soupisky |
| ------ | ------------------------------------------------ | -------- |
| 1984   | Zlatá medaile                                    |          |
| 1987   | Stříbrná medaile                                 |          |
| 1989   | Bronzová medaile                                 |          |
| 1991   | Nekvalifikovaly se                               |          |
| 1993   | Nekvalifikovaly se                               |          |
| 1995   | Stříbrná medaile                                 |          |
| a 1997 | Prohra v semifinále s Německem                   |          |
| 2001   | Stříbrná medaile                                 |          |
| 2005   | Prohra v semifinále s Norskem                    |          |
| 2009   | Prohra ve čtvrtfinále s Norskem                  |          |
| 2013   | Prohra v semifinále s Německem                   |          |
| 2017   | Prohra v semifinále s Nizozemskem                |          |
| 2022   | Prohra v semifinále s Anglií                     |          |
| 2025   | Prohra ve čtvrtfinále s Anglií                   |          |
| Celkem | Účast – 12× Zlato – 1×, Stříbro – 3×, Bronz – 1× |          |